# Megan Abubo
Megan Abubo est un surfeuse professionnelle américaine née le 28 janvier 1978 à Hartford, Connecticut, mais a déménagé à l'âge de 8 mois pour Hawaï. C'est une des plus anciennes surfeuses en activité du circuit professionnel féminin (15 ans).

## Biographie
Née dans le Connecticut, elle a grandi à Hawaï. Megan Abubo s'est ainsi entraînée sur le récif de puissants brise-vagues de l'océan et en eau profonde.
Megan est rapidement devenu l'un des "garçons de plage" et a travaillé pour obtenir une place sur le Championnat du Monde de surf Féminin. Elle a gagné sa place pour le WCT 1994 et depuis (hormis 1997) elle y est présente. Sa meilleure place fut en 2000 quand elle fut finaliste pour le titre mondial.
2009 est sa 15e saison dans l'élite mondiale.

## Filmographie
- 2003 : Modux Mix[1] documentaire américain avec entre autres Serena Brooke, Lisa Andersen, Rochelle Ballard, Layne Beachley, Samantha Cornish, Chelsea Georgeson, Keala Kennelly, Sofia Mulanovich.
- A joué son propre rôle dans Blue Crush, film américain de surf réalisé par John Stockwell, sorti en 2002 au cinéma.

## Palmarès
- 2000 : Vice-Championne du monde WCT.

### Victoires
- 2007 Triple Couronne de Surf, Hawaï (Spécialité)
- 2007 Reef Hawaïen Pro, Oahu, Hawaï (WQS)
- 2004 Rip Curl Malibu Pro, Malibu, Californie (WCT)
- 2002 Figueira Pro, Figueira da Foz, Portugal (WCT)
- 2001 Roxy Surf, Tavarua, Fidji (WCT)
- 2000 Billabong Pro, Jeffreys Bay, Afrique du Sud (WCT)
- 2000 SunSmart Classic, Bells Beach, Australie (WCT)
- 1999 Lacanau Pro, Lacanau, Gironde, France (WCT)
- 1996 Body Glove Surfbout IX, Lowers Trestles, Californie (WCT)
- 1995 Surf Tour Championships, Oahu, Hawaï (WCT)

### WCT
- 2008 : 11e
- 2007 : 11e
- 2006 : 10e
- 2005 :   4 e
- 2004 :   9 e - 1 victoire
- 2003 : 14e
- 2002 :   9 e - 1 victoire
- 2001 :   8 e - 1 victoire
- 2000 :   2 e - 2 victoires
- 1999 :   7 e - 1 victoire
- 1998 : 10e
- 1997 : Absente
- 1996 : 13e - 1 victoire
- 1995 : 19e - 1 victoire
- 1994 : 44e